# Auriglobus amabilis
Auriglobus amabilis és una espècie de peix de la família dels tetraodòntids i de l'ordre dels tetraodontiformes.

## Morfologia
- Els mascles poden assolir 7 cm de longitud total.[1][2]

## Alimentació
Menja larves d'insectes aquàtics.

## Hàbitat
És un peix d'aigua dolça, de clima tropical i pelàgic.

## Distribució geogràfica
Es troba a Àsia: Indonèsia.

## Observacions
És inofensiu per als humans.